# Risoluzione 391 del Consiglio di sicurezza delle Nazioni Unite
La risoluzione 391 del Consiglio di sicurezza delle Nazioni Unite, adottata il 15 giugno 1976, annotava un rapporto del Segretario generale secondo cui, a causa delle circostanze esistenti, la presenza della Forza di mantenimento della pace delle Nazioni Unite a Cipro sarebbe continuata a essere essenziale per una soluzione pacifica. Il rapporto ha inoltre rilevato che le forze dell'ordine, così come la sua polizia civile, erano limitate nel nord dell'isola e ha espresso preoccupazione per le azioni che avrebbero potuto aumentare le tensioni.
Il Consiglio ha riaffermato le sue precedenti risoluzioni, ha espresso la sua preoccupazione per la situazione, ha esortato le parti coinvolte a lavorare insieme per la pace e ha esteso ancora una volta lo stazionamento della Forza a Cipro fino al 15 dicembre 1976.
La risoluzione 391 è stata adottata con 13 voti contrari; Benin e Cina non hanno partecipato al voto.